# 国际输血协会
国际输血协会（英語：The International Society of Blood Transfusion - ISBT）是于1935年成立的国际学术组织，目标是促进输血医学的研究。学会总部设在荷兰阿姆斯特丹，共有超过95个国家参与。至2008年5月，学会主席是Erhard Seifried，秘书长是阿姆斯特丹CLB血库的Paul F.W. Strengers博士。

## 参看
- 人类血型系统